# Pseuderanthemum diachylum
Pseuderanthemum diachylum är en akantusväxtart som beskrevs av Emery Clarence Leonard. Pseuderanthemum diachylum ingår i släktet Pseuderanthemum och familjen akantusväxter. Inga underarter finns listade i Catalogue of Life.